# Loßwig
Loßwig ist ein Ortsteil der Stadt Torgau im Landkreis Nordsachsen in Sachsen.

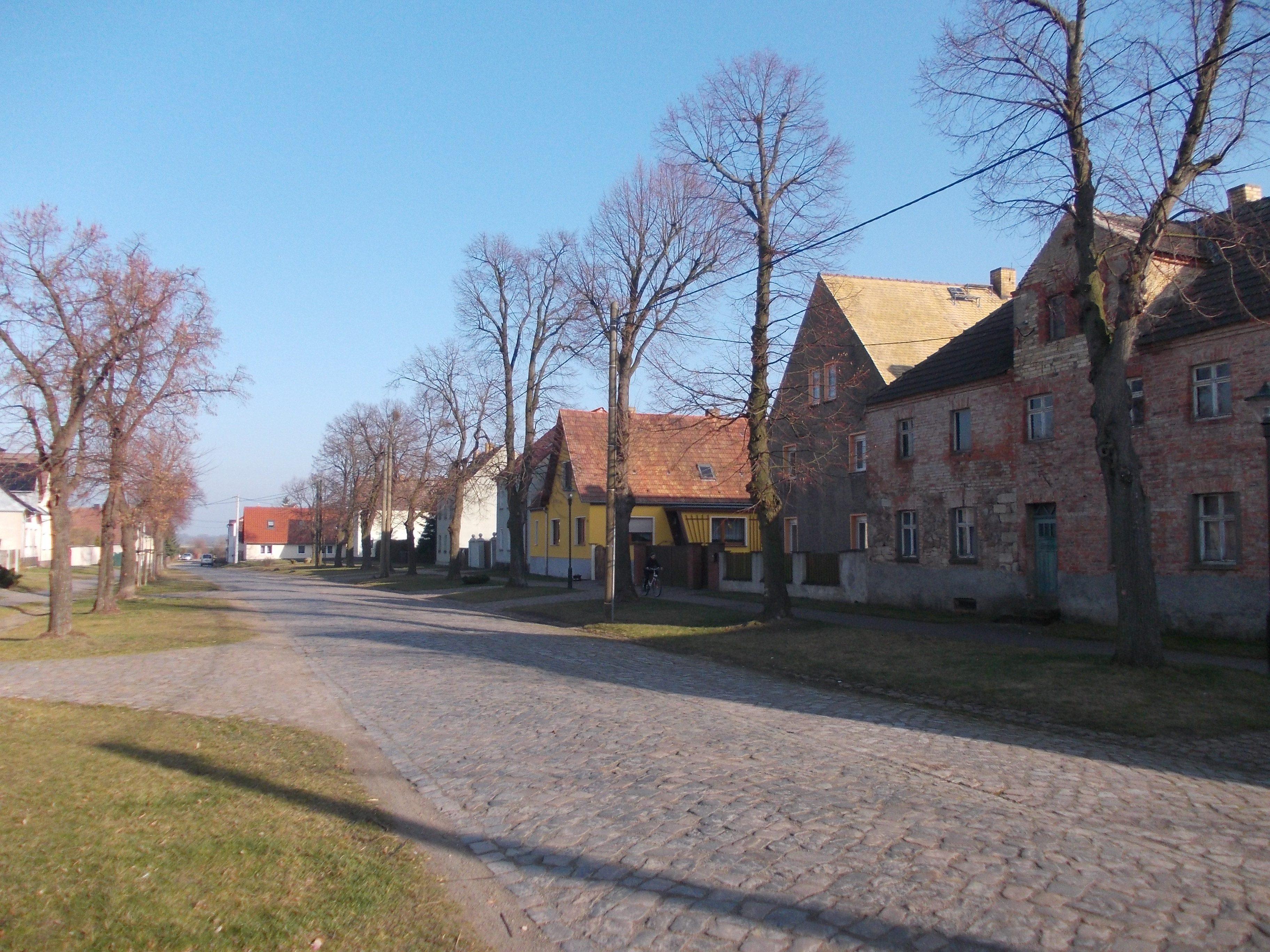
An den Linden, die Dorfstraße von Loßwig

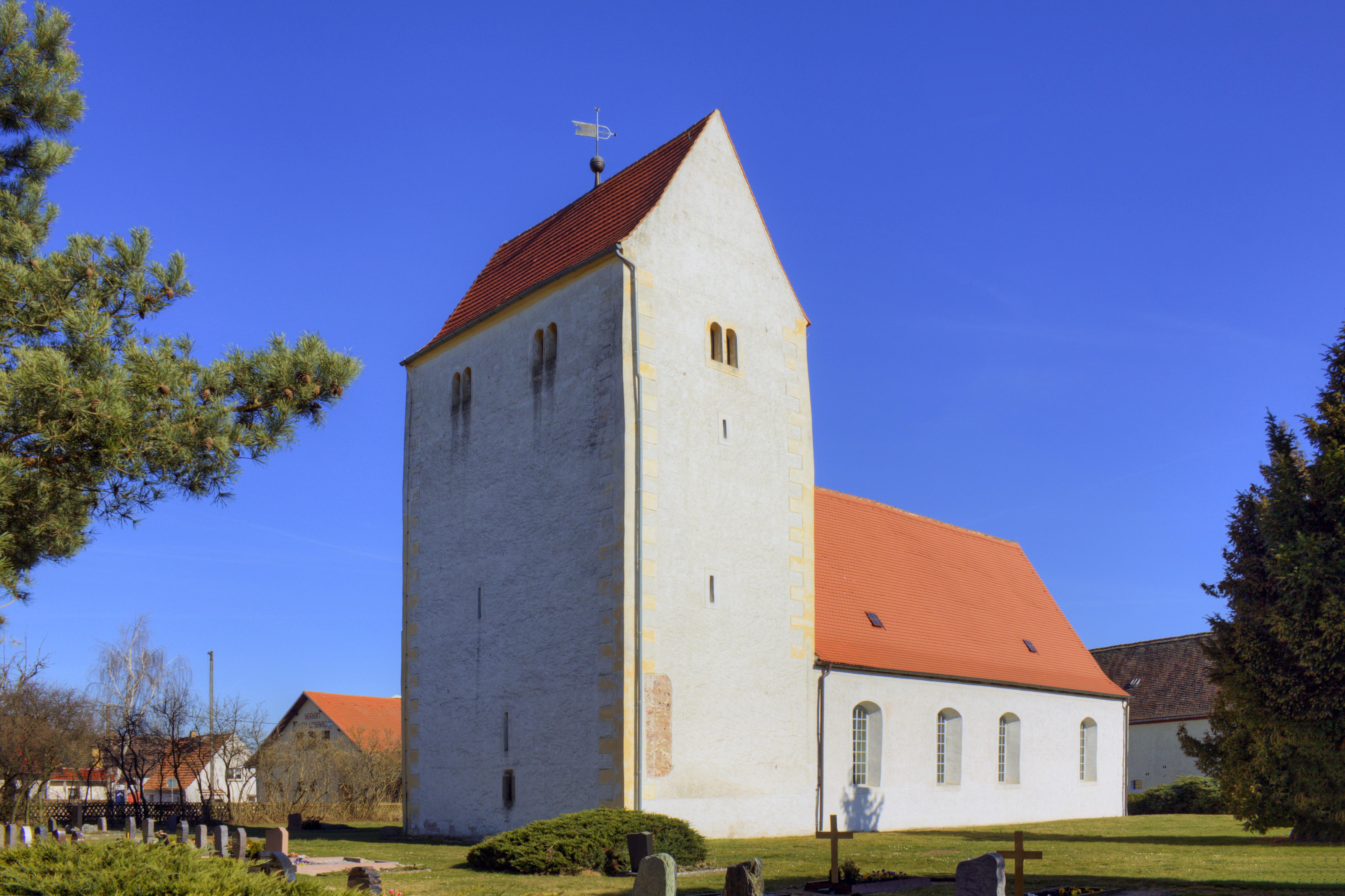
Kirche in Loßwig

## Lage
Der Ortsteil Loßwig liegt an der Bundesstraße 182 vor dem Südosteingang zur Stadt Torgau in der Torgauer Elbaue auf einer erhöhten sandigen Terrasse. Zur Bundesstraße ist das Dorf mit einer Verbindungsstraße verkehrsmäßig verbunden.

## Geschichte
Das Straßendorf Loßwig mit einer Fläche von 913 Hektar (1885) wurde bereits 1243 als Loskewitz erwähnt. Ab 1314 unterstand der landwirtschaftlich geprägte Ort der jeweiligen gesellschaftlichen Behörde mit Sitz in Torgau. 1529 arbeiteten 26 Personen im sich entwickelnden Dorf. 1818 waren es dann bereits 220 und 1946 insgesamt 564 Bewohner. 1990 betrug die Einwohnerzahl 395.
Kirchlich waren die Bürger meist evangelisch gebunden, aber in verschiedenen Orten (Kunzwerda und Pülswerda).
Am 1. Januar 1994 wurden die Gemeinden Loßwig, Beckwitz, Mehderitzsch, Staupitz und Weßnig zu einer neuen Gemeinde Pflückuff zusammengeschlossen. Diese kam am 1. Januar 2009 zu Torgau.